# Lisandro Trenidad
Lisandro Bernadino Trenidad (sinh ngày 20 tháng 5 năm 1991) là một cầu thủ bóng đá đến từ Curacao thi đấu ở vị trí tiền đạo cho Hubentut Fortuna tại Antille thuộc Hà Lan.

## Đội bóng
- Hubentut Fortuna